# Greatest Hits (album de Mariah Carey)
Pour les articles homonymes, voir Greatest Hits.
Albums de Mariah Carey
Glitter
(2001) Charmbracelet
(2002)
Greatest Hits est une compilation de morceaux de Mariah Carey sortie le 4 décembre 2001.
Sentant le vent tourner en défaveur de Mariah Carey, qui, à cette époque, rencontre des difficultés avec l'album Glitter, Sony Music se décide à éditer ce best of afin que les nouveaux fans découvrent le parcours de Mariah Carey au cours de ces premières années de carrière (et accessoirement, pour que les fans de la première heure achètent ce disque).
Composé de deux disques; ceux-ci regroupent l'ensemble des singles issus des neuf albums réalisés par Mariah soit les 15 n°1 obtenus aux États-Unis ainsi que les chansons qui ont permis à Mariah Carey, de se faire connaître en Europe (Hero, Without You). À défaut d'avoir la version solo de la chanson Against All Odds (Take a Look at Me Now), Sony édite la version en duo avec Westlife, duo qui a suscité la controverse mais qui a aussi remis en doute la crédibilité de Mariah (et surtout en Angleterre) [pourquoi ?]. L'album contient un inédit : un remix hip/hop de la chanson All I Want for Christmas Is You en collaboration avec Jermaine Dupri et Lil' Bow Wow.
Greatest Hits n'a pas un connu un énorme succès, mais connaît des ventes régulières, même aux États-Unis où le disque n'avait pas connu un très bon démarrage.

## Liste des pistes

### CD1
1. "Vision of Love"
2. "Love Takes Time"
3. "Someday"
4. "I Don't Wanna Cry"
5. "Emotions"
6. "Can't Let Go"
7. "Make It Happen"
8. "I'll Be There" (feat. Trey Lorenz)
9. "Dreamlover"
10. "Hero"
11. "Without You"
12. "Anytime You Need a Friend"
13. "Endless Love" (Luther Vandross en duo avec Mariah Carey)
14. "Fantasy"

### CD2
1. "One Sweet Day" (Mariah Carey en duo avec Boyz II Men)
2. "Always Be My Baby"
3. "Forever"
4. "Underneath the Stars"
5. "Honey"
6. "Butterfly"
7. "My All"
8. "Sweetheart" (feat. Jermaine Dupri)
9. "When You Believe" (Mariah Carey en duo avec Whitney Houston) (bande originale du film Le Prince d'Égypte)
10. "I Still Believe"
11. "Heartbreaker" (feat. Jay-Z)
12. "Thank God I Found You" (feat. Joe & 98 Degrees)
13. "Can't Take That Away (Mariah's Theme)"
14. "Against All Odds (Take a Look at Me Now)" (Mariah Carey en duo avec Westlife)
15. "All I Want for Christmas Is You" (So So Def Remix feat. Jermaine Dupri & Lil' Bow Wow)

À noter que l'édition japonaise de ce disque contient en plus "Music Box", "Open Arms", "Never Too Far/Hero Medley" et notamment "Against All Odds (version solo)" .